# Tynron
Tynron ist eine Ortschaft in der schottischen Council Area Dumfries and Galloway. Sie liegt rund sechs Kilometer südwestlich von Thornhill und 22 Kilometer nordwestlich von Dumfries am linken Ufer des Shinnel Water. Historisch lag Tynron in der traditionellen Grafschaft Dumfriesshire und dem Distrikt Nithsdale.

## Geschichte
Auf einer Anhöhe nordöstlich der Ortschaft liegt mit dem Tynron Doon ein eisenzeitliches Promontory Fort. Zu Beginn des 17. Jahrhunderts wurde in Tynron eine Kirche errichtet. Die heutige neogotische Tynron Parish Church wurde 1837 nach einem Entwurf des schottischen Architekten William Burn erbaut. Sie ist als Denkmal der höchsten Kategorie A geschützt. Die Gebäude in Tynron stammen oftmals aus dem 19. Jahrhundert. Ehemals war die Ortschaft Standort einer Schule. 1881 lebten 416 Personen in Tynron.

## Verkehr
Tynron ist über eine Nebenstraße an die A702 (Edinburgh–St John’s Town of Dalry) angebunden. Im Osten, bei Thornhill, quert sie die A76.